# Coxilha
Coxilha este un oraș în Rio Grande do Sul (RS), Brazilia.